# Sierra Leone aux Jeux olympiques d'été de 2024
Le Sierra Leone participe aux Jeux olympiques de 2024 à Paris en France. Il s'agit de sa 13e participation à des Jeux d'été.
Le nageur Joshua Wyse (en) et la judokate Mariama Koroma sont les porte-drapeaux de la délégation sierraléonaise.

## Nombre d’athlètes qualifiés par sport
Voici la liste des qualifiés et sélectionnés bahaméens par sport (remplaçants compris) :
| Sport      | Hommes | Femmes | Total |
| ---------- | ------ | ------ | ----- |
| Athlétisme | 0      | 1      | 1     |
| Judo       | 0      | 1      | 1     |
| Natation   | 1      | 1      | 2     |
| Total      | 1      | 3      | 4     |

## Résultats

### Athlétisme
| Athlètes        | Épreuve      | Tour préliminaire | Tour préliminaire | Premier tour | Premier tour | Demi-finales | Demi-finales | Finale   | Finale   |
| Athlètes        | Épreuve      | Temps             | Rang              | Temps        | Rang         | Temps        | Rang         | Temps    | Rang     |
| --------------- | ------------ | ----------------- | ----------------- | ------------ | ------------ | ------------ | ------------ | -------- | -------- |
| Georgiana Sesay | 100m féminin | 11 s 99           | 4e                | 12 s 15      | 9e           | Éliminée     | Éliminée     | Éliminée | Éliminée |

### Judo
Le pays bénéficie d'une invitation tripartite pour intégrer le tournoi féminin.
| Athlète         | Compétition    | 1er tour             | 2e tour             | Quart de finale     | Demi-finale         | Repêchage           | Finale / CB         | Rang |
| Athlète         | Compétition    | Adversaire Résultat  | Adversaire Résultat | Adversaire Résultat | Adversaire Résultat | Adversaire Résultat | Adversaire Résultat | Rang |
| --------------- | -------------- | -------------------- | ------------------- | ------------------- | ------------------- | ------------------- | ------------------- | ---- |
| Mariama Koromma | Moins de 57 kg | Lien Défaite 00 - 10 | Éliminée            | Éliminée            | Éliminée            | Éliminée            | Éliminée            | 17e  |

### Natation
| Athlète     | Épreuve                  | Séries  | Séries | Demi-finales | Demi-finales | Finale   | Finale   |
| Athlète     | Épreuve                  | Temps   | Rang   | Temps        | Rang         | Temps    | Rang     |
| ----------- | ------------------------ | ------- | ------ | ------------ | ------------ | -------- | -------- |
| Joshua Wyse | 50 m nage libre masculin | 27 s 11 | 62e    | Éliminé      | Éliminé      | Éliminé  | Éliminé  |
| Olamide Sam | 50 m nage libre féminin  | 42 s 87 | 78e    | Éliminée     | Éliminée     | Éliminée | Éliminée |